# Lipsenj
Lipsenj este o localitate din comuna Cerknica, Slovenia, cu o populație de 128 de locuitori.